# 문건희
문건희(2002년 ~)는 대한민국의 가수다. 2020년 싱글 《19301212》로 데뷔했다.

## 방송
- 전교톱10 (2020) - 2회 우승, 왕중왕전 5위
- 내일은 국민가수 (2021) - Top111

## 음반
- 19301212 (2020)
- 원 (2024)

## 작사/작곡/편곡
- 문건희 <꽃나무 아래서> (2020)
- 문건희 <우리는 언제까지> (2020)